# みどり市立あずま小中学校
みどり市立あずま小中学校（みどりしりつあずましょうちゅうがっこう）は、群馬県みどり市にある義務教育学校である。

## 概要
みどり市立あずま小学校、みどり市立東中学校が統合して2022年4月1日に開校した。「4・3・2制」を採用する義務教育学校である。
小規模特認校でもあるため、みどり市全域から通学が可能である。
1年生から英語の授業やプログラミングの学習がある。

## 沿革
- 2022年（令和4年）
  - 4月1日 - 開校[4]。
  - 4月7日 - 開校式と第1回入学式挙行。開校時点の児童生徒数は26名[4]。
  - 4月26日 - 学校ホームページ開設。
- 2023年（令和5年）3月13日 - 第1回卒業式挙行。